# تلفيتا
تلفيتا قرية في منطقة التل من محافظة ريف دمشق.

## أصل التسمية
تقع مساكن القرية على تل يدعى (تل فتى ) أخذت تسميتها منه وفي أحد الكهوف القديمة الموجودة في القرية صورة لفتى يحمل مشعلاً في يده منحوتة في الصخرة. وعرفها ياقوت الحموي فقال : «تلفيتا بالتاء المثناة من فوق الألف : من قرى سنير من أعمال دمشق.» وهناك من يقول أن تلفيتا تعني تل الفيء لكثرة غاباتها القديمة.

## الموقع والحدود
تتصدر تلفيتا موقعا جميلا في الهضبة القلمونية الوسطى على السفوح الشرقية للسلسلة العليا من جبال القلمون وترتفع 1480م عن سطح البحر على يمين الطريق العام الهابط من سهل صيدنايا نحو دمشق وتقع على الأطراف الغربية لسهل صيدنايا.
تبعد عن دمشق 30 كم شمالا. تحدها صيدنايا من الشرق وبينهما 5 كم ومن الجنوب منين وبينهما 7 كم ومن الجنوب الغربي حلبون وبينهما 12 كم ومن الجنوب الشرقي معرة صيدنايا وبينهما 7كم وتحيطها من الشمال والشمال الغربي مرتفعات السلسلة العليا (العقبة وجبل المربع وغيرها) التي تفصلها عن سهل رنكوس.